# Liste der Stolpersteine in Geisenheim
Die Liste der Stolpersteine in Geisenheim enthält die Stolpersteine und eine Stolperschwelle, die im Rahmen des Projekts von Gunter Demnig in Geisenheim verlegt wurden. Mit ihnen soll an Opfer des Nationalsozialismus erinnert werden, die in Geisenheim lebten.
| Adresse                                                       | Name und Inschrift | Verlege- datum | Bild                               | Anmerkung |
| ------------------------------------------------------------- | --- | -------------- | ---------------------------------- | --------- |
| Prälat- Werthmann- Straße 2 49° 58′ 58,48″ N, 7° 57′ 59,08″ O | Hier wohnte Max Strauss Jg. 1873 Flucht 1939 Südafrika                                                                                 | 14.10.2015     | Stolperstein für Max Strauß        |           |
| Prälat- Werthmann- Straße 2 49° 58′ 58,48″ N, 7° 57′ 59,08″ O | Hier wohnte Auguste Strauss geb. Bender Jg. 1879 Flucht 1939 Südafrika                                                                 | 14.10.2015     | Stolperstein für Auguste Strauß    |           |
| Prälat- Werthmann- Straße 2 49° 58′ 58,48″ N, 7° 57′ 59,08″ O | Hier wohnte Erna Strauss Jg. 1909 Flucht 1939 USA                                                                                      | 14.10.2015     | Stolperstein für Erna Strauß       |           |
| Prälat- Werthmann- Straße 2 49° 58′ 58,48″ N, 7° 57′ 59,08″ O | Hier wohnte Kurt Strauss Jg. 1911 Flucht 1939 USA                                                                                      | 14.10.2015     | Stolperstein für Kurt Strauß       |           |
| Prälat- Werthmann- Straße 2 49° 58′ 58,48″ N, 7° 57′ 59,08″ O | Hier wohnte Alex Strauss Jg. 1909 Flucht 1939 USA                                                                                      | 14.10.2015     | Stolperstein für Alex Strauß       |           |
| Prälat- Werthmann- Straße 22 49° 59′ 2,83″ N, 7° 57′ 54,58″ O | Hier wohnte Hugo Forst Jg. 1896 Flucht 1934 USA                                                                                        | 14.10.2015     | Stolperstein für Hugo Forst        |           |
| Prälat- Werthmann- Straße 22 49° 59′ 2,83″ N, 7° 57′ 54,58″ O | Hier wohnte Irma Forst geb. Mayer Jg. 1884 Flucht 1934 USA                                                                             | 14.10.2015     | Stolperstein für Irma Forst        |           |
| Prälat- Werthmann- Straße 24 49° 59′ 3,08″ N, 7° 57′ 54,79″ O | Hier wohnte Georg Strauss Jg. 1880 'Schutzhaft 1938' Buchenwald Flucht 1938 Brasilien                                                  | 14.10.2015     | Stolperstein für Georg Strauß      |           |
| Prälat- Werthmann- Straße 24 49° 59′ 3,08″ N, 7° 57′ 54,79″ O | Hier wohnte Emma Strauss geb. Strauss Jg. 1884 Flucht 1938 Brasilien                                                                   | 14.10.2015     | Stolperstein für Emma Strauß       |           |
| Prälat- Werthmann- Straße 24 49° 59′ 3,08″ N, 7° 57′ 54,79″ O | Hier wohnte Alfred Strauss Jg. 1909 Flucht 1938 Brasilien                                                                              | 14.10.2015     | Stolperstein für Alfred Strauß     |           |
| Winkeler Straße 65 49° 59′ 2,87″ N, 7° 58′ 5,02″ O            | Hier wohnte Ferdinand Mayer Jg. 1861 unfreiwillig verzogen 1939 Frankfurt M. Flucht in den Tod 18.4.1940                               | 14.10.2015     | Stolperstein für Ferdinand Mayer   |           |
| Winkeler Straße 65 49° 59′ 2,87″ N, 7° 58′ 5,02″ O            | Hier wohnte Ludwig Mayer Jg. 1889 Eingewiesen Heilanstalt Weilmünster 'verlegt' 7.2.1941 Hadamar ermordet 7.2.1941 Aktion T4           | 14.10.2015     | Stolperstein für Ludwig Mayer      |           |
| Taunusstraße 15 49° 59′ 18,74″ N, 7° 58′ 19,63″ O             | Hier wohnte Isaak Löwenthal Jg. 1867 deportiert 1942 Theresienstadt 1942 Treblinka ermordet                                            | 9.8.2019       | Stolperstein für Isaak Löwenthal   |           |
| Taunusstraße 15 49° 59′ 18,74″ N, 7° 58′ 19,63″ O             | Hier wohnte Lisette Löwenthal geb. Strauss Jg. 1866 deportiert 1942 Theresienstadt 1942 Treblinka ermordet                             | 9.8.2019       | Stolperstein für Lisette Löwenthal |           |
| Taunusstraße 15 49° 59′ 18,74″ N, 7° 58′ 19,63″ O             | Hier wohnte Felix Neufeld Jg. 1896 Flucht 1939 England                                                                                 | 9.8.2019       | Stolperstein für Felix Neufeld     |           |
| Taunusstraße 15 49° 59′ 18,74″ N, 7° 58′ 19,63″ O             | Hier wohnte Werner Neufeld Jg. 1929 deportiert 1941 Riga 1944 Stutthof ermordet in Auschwitz                                           | 9.8.2019       | Stolperstein für Werner Neufeld    |           |
| Taunusstraße 15 49° 59′ 18,74″ N, 7° 58′ 19,63″ O             | Hier wohnte Selma Neufeld geb. Löwenthal Jg. 1899 deportiert 1941 Riga 1944 Stutthof ermordet 9.8.1944                                 | 9.8.2019       | Stolperstein für Selma Neufeld     |           |
| Peter-Spring-Straße 5 49° 59′ 14,9″ N, 7° 58′ 15,7″ O         | Hier wohnte Peter Spring Jg. 1892 Im Widerstand / SPD Verhaftet 22.8.1944 ´Aktion Gitter´ Deportiert 1944 KZ Dachau Ermordet 10.4.1945 | 30.8.2023      | Stolperstein für Peter Spring      |           |
| Winkeler Straße 91 49° 59′ 10,1″ N, 7° 58′ 18″ O              | Hier wohnte Siegfried Nathan Jg. 1897 Flucht 1937 USA                                                                                  | 30.8.2023      | Stolperstein für Siegfried Nathan  |           |
| Kirchstraße 4 49° 58′ 59,9″ N, 7° 58′ 7,5″ O                  | Hier wohnte Liebmann Strauss Jg. 1875 Deportiert 1942 Theresienstadt Ermordet 04.04.1944                                               | 30.8.2023      | Stolperstein für Liebmann Strauss  |           |
| Kirchstraße 4 49° 58′ 59,9″ N, 7° 58′ 7,5″ O                  | Hier wohnte Karoline Strauss Geb. Bender Jg. 1885 Deportiert 1942 Theresienstadt 1944 Auschwitz Ermordet                               | 30.8.2023      | Stolperstein für Karoline Strauss  |           |
| Kirchstraße 4 49° 58′ 59,9″ N, 7° 58′ 7,5″ O                  | Hier wohnte Alice Strauss Jg. 1909 Flucht 1939 USA                                                                                     | 30.8.2023      | Stolperstein für Alice Strauss     |           |
| Rüdesheimer Straße 38 49° 58′ 56,4″ N, 7° 57′ 52,3″ O         | Hier wohnte Heinrich Ober Jg. 1893 Eingewiesen 1937 Heilanstalt Scheuern ´verlegt´ 24.3.1941 Hadamar Ermordet 24.3.1941 Aktion T4      | 30.8.2023      | Stolperstein für Heinrich Ober     |           |

| Stolperschwelle |
| --- |
| In der heutigen Chauvigny-Straße 15 wurde am 9.8.2019 eine Stolperschwelle verlegt. Sie erinnert an die Frauen, die an hier im Außenlager des KZ Natzweiler-Struthof Zwangsarbeit leisten mussten. 49° 59′ 17,99″ N, 7° 58′ 41,09″ O Inschrift: Dezember 1944 – März 1945 KZ-Lager Stolpereck Außenlager des KZ Natzweiler Hier interniert: 200 Frauen aus Ungarn und Polen Zwangsarbeiterinnen für die Firmen Krupp und Maschinenfabrik Johannisberg |
| Stolperschwelle in Geisenheim |